# Карактеристике онлајн публике
Онлајн публика представља једну од најбројнијих медијских публика у 21. вијеку, уз телевизијску публику и често премашује укупан број корисника осталих медија. Њене навике су дивергентне због саме природе интернета и дигиталних технологија. Корисници интернета конзумирају различите врсте садржаја и активности – гледају телевизијски програм, слушају радио, читају новине, користе мапе за навигацију, посјећују друштвене мреже, пишу блогове, купују робу и услуге, плаћају рачуне и друго. Као онлајн публика, интернет корисници највише читају сајтове вијести, посебно корисници млађи од 40 година.
Крејг (2010) онлајн публику означава као нестрпљиву публику која вријеме чекања на информацију одређује трајањем три клика компјутерског миша“.
У раној фази развоја онлајн новинарства и медија, публика се дијелила на:
- Публику експатриота - корисници ван домовине
- Публику која је имала посебне потребе у информисању - спорадични и случајни посјетиоци (Крејг, 2010)

## Публика онлајн вијести
Онлајн новинарство разликује се од било ког медија који му претходи. На много начина, оно пружа најбољи квалитет и емитованих и штампаних вијести, као и неке своје специфичности. Има могућност за детаљну обраду информација као штампа, непосредност телевизије тренутним пружањем најновијих података и аудио и видео записа, а има и јединствену могућност да кориснике одведе на сајтове гдје ће моћи да прочитају више о темама које их занимају. За разлику од других медија, његови стандарди и формати су на неки начин још нови и у развоју. Онлајн новинарство је најузбудљивије ново поље у савременој новинарској индустрији.

### Карактеристике
Бројна истраживања показују да је публика онлајн вијести млађа од просјечног конзумента вијести и вјероватније је мушког пола, добро образована и богата. Истраживање Пју Рисерч центра (Pew Internet and American Life Project) показало је да више од једне трећине дипломираних студената (а 47 посто дипломираних студената испод 30 година старости) чита вијести онлајн најмање једном недељно. Слично, 34% испитаника са примањима већим од 50.000 долара годишње редовно прате вијести на интернету.
Онлајн публика има изразито висок апетит за информацијама. Она често прати вијести преко више медијских канала и користи интернет као средство за добијање дубљих и разноврснијих информација. Употреба онлајн вијести нарочито је изражена код  „зависника од вијести“ – корисника који прате вијести много интензивније од просјека.

#### Понашање и навике публике
Због високих очекивања у погледу квалитета, брзине и формата, онлајн публика је позната као веома избирљива и нестална. Корисници лако мијењају изворе информација уколико други извор нуди брже, детаљније или визуелно привлачније садржаје. Они очекују да новински сајт буде визуелно уређен, технички функционалан и богато опремљен текстовима, аудио и видео садржајима, па чак и преносима уживо.
Оваква публика представља и прилику и изазов за новинаре. С једне стране, она је пожељна за оглашиваче због своје младе и имућне структуре. С друге стране, новинари морају да одговоре на велике захтјеве публике у погледу квалитета садржаја, што укључује тачност, брзину и мултимедијалност.

##### Примјер Сема Доналдсона
Један од првих познатих ТВ новинара који је активно прихватио нове могућности онлајн извјештавања био је Сем Доналдсон, некадашњи главни дописник из Бијеле куће и један од коментатора емисије 20/20 на мрежи ABC News.
У септембру 1999. године, Доналдсон је започео емитовање првог видео-програма уживо намијењеног искључиво публици на интернету. Коментаришући тај потез, изјавио је:
- „Много људи паметнијих од мене мисли да је у томе будућност. Направио сам нови уговор с Компанијом и једна од могућности које су ми понудили била је да правим вијести за емитовање на Вебу.“ (webcast)

Свjестан ограничења величине екрана и капацитета преноса на интернету, Доналдсон је настојао да програме прилагоди новим условима, узимајући у обзир техничке и навигацијске карактеристике веб корисника. Његов циљ био је да представи приче „из другачијег угла“, често оне за које у стандардном ТВ извјештавању „нема времена“, а које интересују публику која је „компјутерски писмена, богата и заинтересирана за политику, бизнис и тржиште“.
Посебно је био импресиониран интерактивношћу новог медија, што је омогућило директну комуникацију с публиком путем електронске поште и коментара током емисије. Доналдсон је убрзо покренуо и емисију Питајте Сема, у којој је одговарао искључиво на питања гледалаца, чиме је додатно илустровао потенцијал интернет платформе за развој новог типа новинарства — онога који повезује извјештава и публику у реалном времену.

###### Вијести и контекст: Потреба за смисаоним новинарством
Онлајн новинарство често пати од фрагментације садржаја, гдје се информације презентују ван контекста – попут наслова на телевизијским кајронима који изазивају више питања него што дају одговора. У таквом окружењу, неопходно је пружити публици не само информацију, већ и контекст за њено разумијевање. Новинари Ковач и Розенштајл у својој књизи The Elements of Journalism заговарају концепт смисаоног новинарства – праксу у којој новинар не само преноси, већ и тумачи информације на начин разумљив публици.

## Публика друштвених мрежа
Публика друштвених мрежа представља релативно нов облик онлајн публике који се појављује у зрелијој фази развоја дигиталних медија, односно од краја деведесетих година 20. вијека. Са појавом мрежа као што су „Фејсбук“ (од 2005. године), „Твитер“, „Гугл“, „Скајп“, „Фликр“, „Линкедин“, и касније „Инстаграм“, формира се нова врста публике коју одликују појачана визуелна култура, жеља за размјеном информација и искустава, као и мултигенерацијско учешће.
Онлајн публика друштвених мрежа није хомогена. Иако је у почетку углавном чинила млађа популација, временом она обухвата све старосне групе. Ова чињеница се мора имати у виду при развоју медијске интеракције на овим платформама. Корисници траже краће и визуелно занимљиве садржаје који информишу и забављају.
Инстаграм публика, на примјер, преферира комуникацију преко фотографија и кратких видео записа.Углавном се користи као платформа за визуелно приказивање свакодневног живота. Вјерује се да је сваки други корисник ове мреже сваки дан на "Инстаграму" и да је млађи од 30 година. Чак 90% корисника "Инстаграма" има мање од 30 година.
Велики дио свјетске публике постаје неоновинар, активан партиципант у медијској продукцији садржаја и гледишта. Простори друштвених мрежа на интернету стварају блогере, стримисте, фејсбукоовце, твитераше.. који из нових позиција комуницирају у медијасфери.